# 梅爾基區

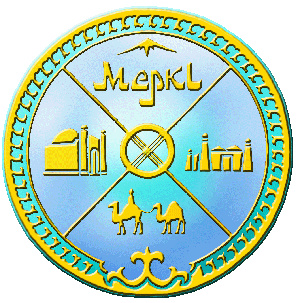

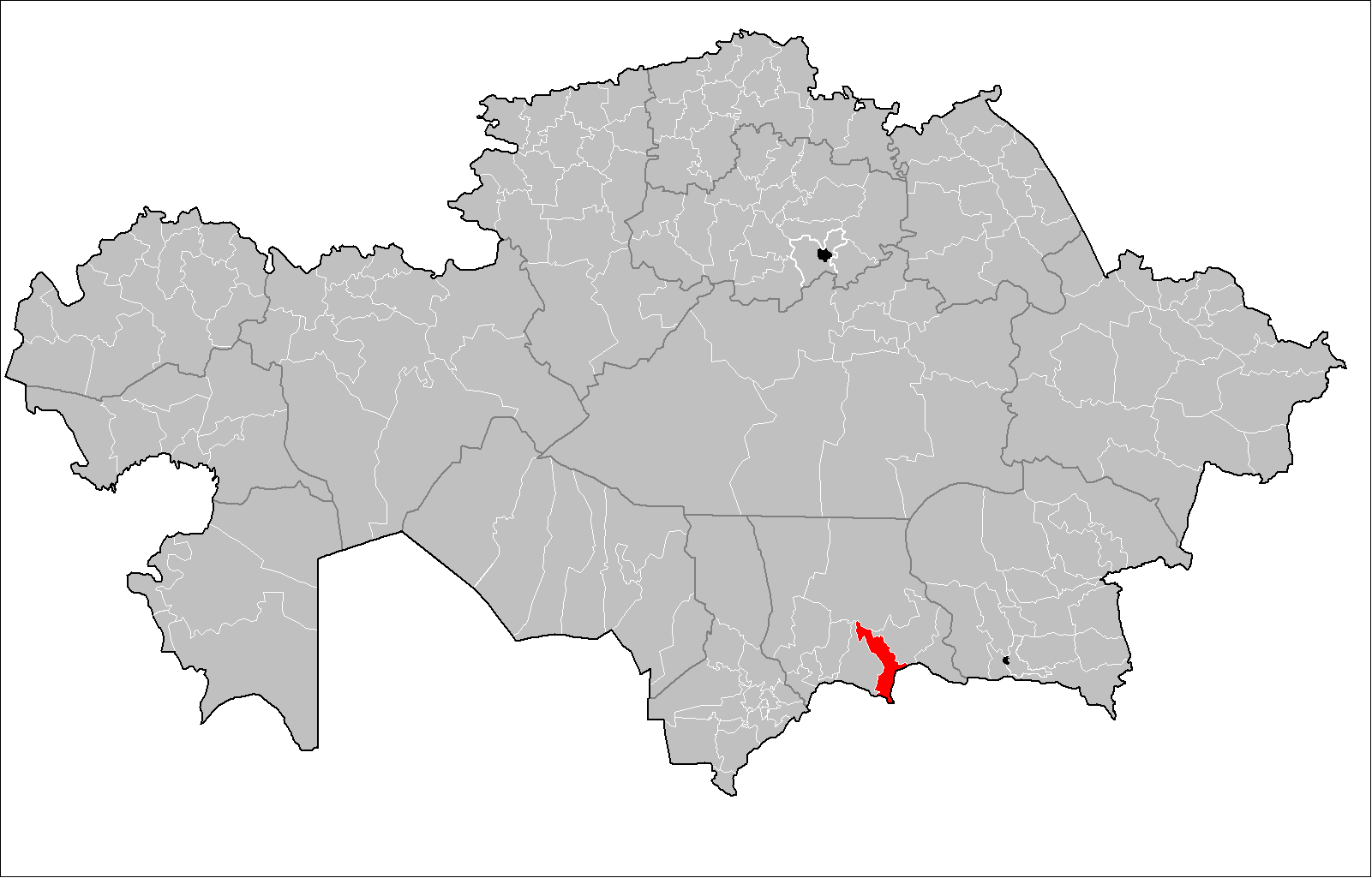

42°52′48″N 73°10′48″E / 42.88000°N 73.18000°E
梅爾基區（哈薩克語：/）是哈薩克斯坦的行政區，位於該國南部，由江布爾州負責管轄，首府設於梅尔基，始建於1928年，面積約7,100平方公里，2019年人口84,760。